# Silvia (film din 1971)
Silvia  (titlul original: în germană Die Csárdásfürstin) este un film de comedie muzical coproducție ungaro–vest-germano–austriacă realizat în 1971 de regizorul Miklós Szinetár după opereta cu același nume a compozitorului Emmerich Kálmán. Protagoniști filmului sunt actorii Anna Moffo, René Kollo, Dagmar Koller și Sándor Németh.

## Conținut
În timp ce șansonetista Silva Vărescu, sărbătorită ca „Prințesa Ceardașului”, se pregătește pentru turneul ei în America, Edwin von Lippert-Weylersheim, fiu Princiar Vienez, îi face o propunere de căsnicie. Contele Boni Kancsianu subminează acest lucru, trimițându-i verișoarei sale Stasi, anunțul de logodnă al lui Edwin. Silva părăsește Budapesta pentru turneul ei planificat. La petrecerea de logodnă a lui Stasi și Edwin, apar neanunțați Boni și Silva, pe care el o prezintă ca soție. În timpul sărbătoriri însă, Stasi și Boni se regăsesc, iar Silva și Edwin se împacă de asemenea. După ce se dovedește că mama lui Edwin, prințesa Marie-Louise, fusese anterior o cunoscută șansonetistă, nimic nu stă împotriva aprobării de către părinții săi, a unei aparente mezalianțe.

## Distribuție
- Anna Moffo – Silva Vărescu
- René Kollo – Edwin von Lippert-Weylersheim
- Dagmar Koller – Stasi Planitz
- Sándor Németh – Boni Kancsianu
- Irén Psota – Principesa Marie-Louise
- Karl Schönböck – Principele Leopold
- László Mensáros – Feri von Kerekes, Feri Bácsi
- Soltán Latinowits – Miska
- Peter Hustzti – Eugen von Rohnsdorff
- Márta Fónay –
- Lenke Lorán –
- László Kozák – Kovács
- Anna Muszte –
- Kornél Gelley – Lajos
- Ilka Petur –
- János Körmendi –
- Éva Schubert –
- Gellért Raksányi – Géza
- Ottó Ruttkai –
- János Makláry –
- Ansamblul de dans al Teatrului de Operetă din Budapesta